# نوری السعید
نوری سعید پاشا یا نوری پاشا سعید (به عربی: نوري السعيد) (زادهٔ دسامبر ۱۸۸۸ – مرگ ۱۵ ژوئیه ۱۹۵۸) سیاستمدار عراقی در سال‌های قیمومیت بریتانیا بر عراق و نیز دورهٔ پادشاهی این کشور بود. او ۱۴ بار نخست‌وزیر عراق بود.

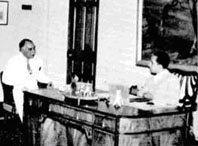
نوری سعید در کنار فیصل دوم

نوری سعید را یکی از سیاست‌مداران نزدیک به انگلستان می‌شمردند او در طی چند دهه به صورت مداوم به سود سیاست‌های انگلستان دست به عمل زد. او عاملی اصلی در حفظ نظام پادشاهی عراق بود و با ملک فاروق در مصر، عبدالله اول در اردن، رضا شاه در ایران و امان‌الله خان در افغانستان روابطی گرم و صمیمانه داشت. نوری سعید میزبان پیمان بغداد در سال ۱۹۳۷ میان ایران، ترکیه، عراق و افغانستان بود و در سال ۱۹۵۵ با انعقاد پیمان سنتو بین عراق و ترکیه این پیمان را به وجود آورد. نوری سعید تلاش کرد تا در مواجه بین اعراب و اسرائیل و جنگ جنگ ۱۹۴۸ اعراب و اسرائیل تا حد زیادی دخالت نکند و عراق را بیرون از این درگیری نگه دارد. او دشمنان بسیاری داشت و دو بار ناچار شده بود از عراق کشور خود بگریزد. نهایتاً در سال ۱۹۵۸ و با کودتا عبدالکریم قاسم حکومت پادشاهی در عراق سرنگون شد و نوری سعید - که در آن دوران به‌شدت نامحبوب بود - ناچار شد در پوشش زنانه بگریزد، ولی دستگیر و کشته شد. سپس وی را به خاک سپردند، ولی مردم خشمگین پیکر او را از خاک بیرون کشیدند، در خیابان‌های بغداد روی زمین کشاندند، آویزان کردند، سوزاندند و مثله کردند.